# 나재 채수 신도비
나재채수신도비(懶齋蔡壽神道碑)은 대한민국 경상북도 상주시에 있는 조선시대의 신도비이다. 1998년 8월 3일 경상북도의 유형문화재 제306호로 지정되었다.

## 개요
신도비란 임금이나 고관 등의 평생업적을 기록하여 그의 무덤 남동쪽에 세워두는 것으로, 이 비는 조선 전기 중종반정 때의 공신인 나재 채수 선생의 공적을 기리고 있다.
채수(1449∼1515) 선생은 세조 14년(1468) 생원이 되고, 이듬해에 과거에 장원급제하여 사헌부감찰을 시작으로 여러 관직일을 맡아보았다.『세조실록』·『예종실록』의 편찬에도 참여하였으며, 성종 8년(1477) 홍문관 응교가 되어 도승지 임사홍의 간악한 죄상을 아뢰어 몰아내기도 하였다. 대사헌으로 있을 때에는 폐비 윤씨를 옹호하다가 왕의 노여움을 사 벼슬에서 물러났다가, 성종 16년(1485)에서야 다시 기용되었다. 연산군 12년(1506) 중종반정이 일어나자 여기에 가담하여 공을 세워 4등 공신이 되어, 인천군에 봉하여졌다. 59세 때에는 벼슬을 버리고 경상도 함창(지금의 상주)으로 내려와 이곳에서 머물며 남은 여생을 보내었다.
비는 약간 엉성하게 표현된 듯한 거북받침돌 위로 비몸을 세우고 머릿돌을 올린 모습으로, 조선시대 전기 당시의 양식을 잘 따르고 있다. 상주 지역에 남아 있는 신도비로는 가장 오래된 것이다.

## 같이 보기
- 채수

## 참고 자료
- 나재채수신도비 - 국가유산청 국가유산포털